# ポマ2000

ポマ2000の等縮尺路線図

ポマ2000（英・仏: Poma 2000）は、かつてフランス共和国ランに存在した自動案内軌条式旅客輸送システム (AGT) である。
当システムは、最大勾配13%および100mの下り坂がある、延長1.5kmの鉄道駅と市庁舎の間を運行しているケーブルカー方式の全自動無人運転車両システムだった。

## 概要
当システムには、3つの駅があった。
ラック式鉄道であった以前のトラム路線（1899年-1971年）を置き換える形で1989年に開業しており、金属製トラック上をゴムタイヤで走行し、2.5分の運転間隔で運行されていた。
当システムでは、4両の車両が使用されており、各車両は最大速度35km/hで乗客33人を輸送することができた。
最大定員数は1時間当たり900人であり、利用者数は1日当たり約2,500人であった。
当システムは、月曜日から土曜日まで、そして夏期は毎日の、午前7:00 - 午後8:00の運行であり、ガール (Gare) 駅から市庁舎のあるオテル・ド・ヴィル (Hôtel de Ville) 駅へ行くには、乗車に3.5分であった。
2016年8月27日をもって、運行は停止された。

## 駅一覧
- ガール駅 (Gare)
- ヴォー駅 (Vaux)
- オテル・ド・ヴィル駅 (Hôtel de Ville)